# Сьвелюбе (Західнопоморське воєводство)
Сьвелюбе (пол. Świelubie, нім. Zwilipp) — село в Польщі, у гміні Диґово Колобжезького повіту Західнопоморського воєводства.
Населення — 461 особа (2011).

## Демографія
Демографічна структура станом на 31 березня 2011 року:
|          | Загалом | Допрацездатний вік | Працездатний вік | Постпрацездатний вік |
| -------- | ------- | ------------------ | ---------------- | -------------------- |
| Чоловіки | 231     | 55                 | 156              | 20                   |
| Жінки    | 230     | 48                 | 143              | 39                   |
| Разом    | 461     | 103                | 299              | 59                   |